# Alma de diamante (canción)
«Alma de diamante» es una canción compuesta por Luis Alberto Spinetta e interpretada por la banda argentina Spinetta Jade. Es una de las canciones más destacadas e influyentes del jazz rock argentino. Fue lanzada como sencillo del clásico álbum de Spinetta Alma de diamante, publicado originalmente en 1980. Es considerada como una de las obras cumbres de Spinetta, y un clásico de su repertorio.

## Legado
"Alma de diamante" es el segundo tema del disco homónimo (Alma de diamante), y es ampliamente considerado en la actualidad como uno de los temas clásicos del cancionero "spinetteano". Suele señalarse cómo durante la canción resalta la peculiar voz aspirada de Spinetta en una sucesión de aes en el estribillo.
La cantante Fabiana Cantilo cuenta al respecto de su recepción de la canción:

Corría el año ’81, ’82... Puse el vinilo que trajo Ramiro. “Fabi, mirá esto”, me dijo. Y enseguida arranca al teclado Juan Del Barrio... “ven a mí/ con tu dulce luz”... Pero sí sé una cosa: que esta canción me voló la cabeza, por lo que dice, porque esa expresión, “alma de diamante”, es uno de los mejores halagos que te pueden decir. Y no sé a quién se lo habrá escrito Luis, pero es un tema santo.
Fabiana Cantilo

La actriz Vera Spinetta, hija del músico, explicó cual era la intención de su padre al crear la letra:

Siempre me decía papá "pero vos, y todos, tenemos un diamante...". Me lo decía siempre, y me lo decía como ejemplo para todo, y cuando yo estaba medio "en una" era como "che, el diamante!". Y que todos somos diamantes en bruto, todos tenemos ese poder, digamos, esa capacidad de ser la flor más hermosa, o lo que tenga más vida, pero que hay que pulirlo todos los días.
Vera Spinetta